# Казаркин, Александр Петрович
Алекса́ндр Петро́вич Каза́ркин (12 декабря 1941, Дресвянка, Новосибирская область — 14 октября 2023) — советский и российский литературовед, критик-публицист, доктор филологических наук, краевед, поэт и писатель, профессор ТГУ.

## Биография
Родился в деревне Дресвянка Маслянинского района Новосибирской области, в крестьянской семье. Был старшим сыном в семье, имел трёх братьев. Отец — Петр Иосифович Терехин (1915—1985) — белокриницкий старообрядец, во время ВОВ был взят в армию, пропал без вести в 1944 году, вернулся лишь в 1947 году. Мать — Наталья Антиповна Казаркина (1923—1999) вышла второй раз замуж, всю жизнь работала в колхозе и совхозе. Kазаркин воспитывался в семье отчима, Василия Ивановича Курбатова (1920—1979). Рос на заимке Казанка у бабушки-староверки, которая его воспитывала, в детстве Александр был истово верующим. В школу ходил за 13 верст. После окончания школы работал сварщиком, монтажником-верхолазом. Писал стихи и фантастические сочинения. Поступил в ТГУ, где среди его учителей были: Н. Ф. Бабушкин, Э. Ф. Молина, А. А. Ачатова, Е. А. Сафронова, Н. Н. Киселёв, Ф. З. Канунова, В. В. Палагина и другие. В 1968 году окончил историко-филологический факультет Томского государственного университета с отличием. И недолго после окончания университета работал в районной газете. Затем стал преподавателем университета. Женился. Три сына: Тимофей, Лев, Глеб. С 12 июля 1968 — газеты «Знамя труда» (в селе Кожевникове Томской области), с 11 октября того же года — ассистент кафедры советской литературы историко-филологического факультета ТГУ. С 1976 — доцент кафедры советской литературы историко-филологического факультета ТГУ. С 9 сентября 1980 года — доцент, заведующий кафедры русской и советской литературы, затем кафедры журналистики и русской литературы XX века Кемеровского университета С 1 февраля 1992 года — доцент, с 1 июля того же года — профессор кафедры советской литературы. С 2000 — заведующий кафедры общего литературоведения филологического факультета ТГУ. По совместительству с 1994 — заведующий кафедры русского языка и литературы Анжеро-Судженского филиала II ПИ (в настоящее время — ТГПУ), затем филиала Кемеровского университета. Ученое звание доцент по кафедре советской литературы присвоено ВАК 25 мая 1977 года, профессор по кафедре теории литературы и русской литературы XX века — Госкомитетом РФ по высшему образованию 22 декабря 1993 года. В 1974 году защитил диссертацию на соискание ученой степени кандидата филологических наук «Поэтика современного лирического рассказа: Проблема автора». С 1976 года — доцент кафедры советской литературы Кемеровского государственного университета. В 1988 году стал членом Союза писателей СССР. В 1990 году защитил диссертацию на соискание ученой степени доктора филологических наук «Русская советская литературная критика 60—80-х годов : Проблемы самосознания литературы».
Объектами литературных исследований Казаркина были сочинения авторов: Бунин, Мандельштам, Булгаков, Пастернак, Платонов, Н. Гумилёв, Л. Гумилёв, В. Астафьев, Н. Клюев. Часть творчества Казаркина посвящена сочинениям сибирских писателей: Г. Д. Гребенщикова, Г. Н. Потанина, В. А. Обручева, Н. И. Наумова, В. Липатова, Б. Климычева, В. Казанцева и других. Казаркин является автором ряда монографий по литературоведению. Был членом редколлегии журнал «Литературный Кузбасс». Сотрудничал с журналами: «Сибирские огни», «Наш современник», «Новый век», «Вестник Томского государственного университета», «Начало века», где были опубликованы его статьи и рассказы. Его сочинения были напечатаны в альманахе «Каменный мост», в сборнике «Томские писатели». Казаркин ― собиратель народных сказаний, мифологических и исторических, кроме того, литературных сказов и автором собственно сочиненных им сказов под псевдонимом А. Кержак, это творчество было им опубликовано в антологии «Преданья старых трактов» (серия «Сказы народов Сибири», 2011). В 2017 году его книга «Ермаки-Кучумы» удостоена Губернаторской премии Томской области.
Живёт в Томске.

## Сочинения

### Книги
- Пульс времени : Этюды о поэтах Кузбасса / А. Казаркин. — Кемерово : Кн. изд-во, 1985. — 136 с.; 16 см.
- Литературно-критические оценки / А. П. Казаркин; под ред. Н. Н. Киселева. — Томск : Изд-во Томского ун-та, 1987. — 240 с.; 20 см.
- Где та земля чистая? : О природе и лит. Сибири / А. Казаркин. — Кемерово : Кн. изд-во, 1988. — 124,[2] с.; 17 см.
- Истолкование литературного произведения : (Вокруг «Мастера и Маргариты» М. Булгакова) : Учеб. пособие / А. П. Казаркин; Кемеров. гос. ун-т. — Кемерово : КГУ, 1988. — 82,[2] с.; 20 см.
- Литературное краеведение в Кузбассе : Учеб. пособие / А. П. Казаркин; Кемеров. обл. ин-т усоверш. учителей. — Кемерово : Кемеров. обл. ИУУ, 1993. — 81 с.; 20 см; ISBN 5-7148-0020-6 : Б. ц.
- Русская литературная классика XX века : [Учеб. пособие для учителя] / А. П. Казаркин; Кемеров. обл. ин-т усоверш. учителей. — Кемерово : Кемеров. облИУУ, 1995. — 223,[1] с.; 20 см; ISBN 5-7148-0054-0 : Б. ц.
- История русской литературы XX века / А. П. Казаркин. — Кемерово, 1998. — 32 с.; 21 см.
- Неотпетый род : сказы и бывальщины / Александр Казаркин. — Томск : Сибирика, 2011. — 106 с. : ил. ; 20 см.
- Как открывали Сибирь : книга юного краеведа / Александр Казаркин; автор послесловия Г. Скарлыгин. — Томск : Сибирика, 2016. — 161 с. : ил. ; 20 см. ISBN 978-5-7422-3280
- Ермаки-Кучумы : рассказы краеведа / Александр Казаркин; автор послесловия Г. Скарлыгин. — Томск : Демос, 2018. — 193, [1] с. : ил. ; 25 см. — На тит. л. также: Лауреат конкурса 2017 года. — На тит. л и обл. в вых. дан.: Сирень. — В макете описания в обл. вых. дан.: Сибирика. ISBN 978-5-7422-3280

### В качестве редактора
- Русская литература в XX веке: имена, проблемы, культурный диалог : Сб. памяти проф. Н. Н. Киселева / Том. гос. ун-т. Филол. фак. Каф. теории лит. и рус. лит. XX в.; [Ред.: А. П. Казаркин, Т. Л. Рыбальченко]. — Томск : Том. гос. ун-т, 1999. — 161 с., [1] л. портр.; 21 см; ISBN 5-7511-1110-9
- Традиционализм и модернизм в русской литературе XX века / Анжеро-Cудж. фил. Кемер. гос. ун-та; Под ред. А. П. Казаркина. — Томск : Изд-во Том. ун-та, 1999. — 116 с.; 20 см; ISBN 5-7511-6
- Николай Клюев: образ мира и судьба : Материалы Всерос. конф. «Николай Клюев: нац. образ мира и судьба наследия» / [Ред.-сост. — А. П. Казаркин]. — Томск : Том. гос. ун-т, 2000. — 226 с.; 21 см.
- Сибирский текст в русской культуре: К 400-летию Томска и 125-летию первого ун-та Сибири: [Сб. ст.] / Томский гос. ун-т; [Ред.-сост. А. П. Казаркин]. — Томск : Сибирика, 2002. — 270 с.; 20 см; ISBN 5-902350-09-3
- Сибирь в контексте мировой культуры : Опыт самоописания : Коллектив. моногр. / [Б. Ф. Егоров, Н. В. Моравский, В. М. Кулемзин и др.; Сост., науч. ред. и авт. вступ. ст. А. П. Казаркин]; Том. гос. ун-т, Том. межрегион. ин-т обществ. наук. — Томск : Сибирика, 2003. — 215 с.; 20 см; ISBN 5-902350-06-9 (в обл.)
- Гребенщиков, Георгий Дмитриевич. Избранные произведения : в 2 т. / Георгий Гребенщиков; [сост. и авт. послесл. А. П. Казаркин]. — Томск : Сибирика, 2004 (ОГУП Асиновская тип.). — 21 см; ISBN 5-902350-10-7
- Преданья старых трактов / составитель А. П. Казаркин. — Томск : [б. и.], 2011 (: [ГУ Типография при УВД по ТО]). — 395 с. : ил. ; 25 см. — (Сказы народов Сибири). ISBN 978-5-905238-04-8